# Párizs–Nizza
A Párizs–Nizza egy országútikerékpár-verseny Franciaországban. Másik neve Verseny a Nap felé (The race to the sun). A versenyt minden év márciusában rendezik meg, és része az UCI World Tour-nak.

## Trikók
- Az összetett verseny győztese:
- Pontverseny győztese:
- Hegyi pontverseny győztese:
- Legjobb fiatal versenyző:
- Legjobb csapat:

## Dobogósok
| Év   | Győztes                 | Második                    | Harmadik                     |
| ---- | ----------------------- | -------------------------- | ---------------------------- |
| 1933 | Alphonse Schepers       | Louis Hardiquest           | Benoît Faure                 |
| 1934 | Gaston Rebry            | Roger Lapébie              | Maurice Archambaud           |
| 1935 | René Vietto             | Antoine Dignef             | Raoul Lesueur                |
| 1936 | Maurice Archambaud      | Jean Fontenay              | Alfons Deloor                |
| 1937 | Roger Lapébie           | Sylvain Marcaillou         | Albert van Schendel          |
| 1938 | Jules Lowie             | Albertin Disseaux          | Antoon van Schendel          |
| 1939 | Maurice Archambaud      | Frans Bonduel              | Gerard Desmet                |
| 1946 | Fermo Camellini         | Maurice De Muer            | Frans Bonduel                |
| 1951 | Roger Decock            | Lucien Teisseire           | Kléber Piot                  |
| 1952 | Louison Bobet           | Donato Zampini             | Raymond Impanis              |
| 1953 | Jean-Pierre Munch       | Roger Walkowiak            | Roger Bertaz                 |
| 1954 | Raymond Impanis         | Nello Lauredi              | Francis Anastasi             |
| 1955 | Jean Bobet              | Pierre Molinéris           | Bernard Gauthier             |
| 1956 | Fred De Bruyne          | Pierre Barbotin            | François Mahé                |
| 1957 | Jacques Anquetil        | Désiré Keteleer            | Jean Brankart                |
| 1958 | Fred De Bruyne          | Pasquale Fornara           | Germain Derycke              |
| 1959 | Jean Graczyk            | Gérard Saint               | Pierino Baffi                |
| 1960 | Raymond Impanis         | François Mahé              | Robert Cazala                |
| 1961 | Jacques Anquetil        | Joseph Groussard           | Jef Planckaert               |
| 1962 | Jef Planckaert          | Tom Simpson                | Rolf Wolfshohl               |
| 1963 | Jacques Anquetil        | Rudi Altig                 | Rik Van Looy                 |
| 1964 | Jan Janssen             | Jean-Claude Annaert        | Jean Forestier               |
| 1965 | Jacques Anquetil        | Rudi Altig                 | Italo Zilioli                |
| 1966 | Jacques Anquetil        | Raymond Poulidor           | Vittorio Adorni              |
| 1967 | Tom Simpson             | Bernard Guyot              | Rolf Wolfshohl               |
| 1968 | Rolf Wolfshohl          | Ferdinand Bracke           | Jean-Louis Bodin             |
| 1969 | Eddy Merckx             | Raymond Poulidor           | Jacques Anquetil             |
| 1970 | Eddy Merckx             | Luis Ocaña                 | Jan Janssen                  |
| 1971 | Eddy Merckx             | Gösta Pettersson           | Luis Ocaña                   |
| 1972 | Raymond Poulidor        | Eddy Merckx                | Luis Ocaña                   |
| 1973 | Raymond Poulidor        | Joop Zoetemelk             | Eddy Merckx                  |
| 1974 | Joop Zoetemelk          | Alain Santy                | Eddy Merckx                  |
| 1975 | Joop Zoetemelk          | Eddy Merckx                | Gerrie Knetemann             |
| 1976 | Michel Laurent          | Hennie Kuiper              | Luis Ocaña                   |
| 1977 | Freddy Maertens         | Gerrie Knetemann           | Jean-Luc Vandenbroucke       |
| 1978 | Gerrie Knetemann        | Bernard Hinault            | Joop Zoetemelk               |
| 1979 | Joop Zoetemelk          | Sven-Åke Nilsson           | Gerrie Knetemann             |
| 1980 | Gilbert Duclos-Lassalle | Stefan Mutter              | Gerrie Knetemann             |
| 1981 | Stephen Roche           | Adrie van der Poel         | Alfons De Wolf               |
| 1982 | Sean Kelly              | Gilbert Duclos-Lassalle    | Jean-Luc Vandenbroucke       |
| 1983 | Sean Kelly              | Jean-Marie Grezet          | Steven Rooks                 |
| 1984 | Sean Kelly              | Stephen Roche              | Bernard Hinault              |
| 1985 | Sean Kelly              | Stephen Roche              | Frédéric Vichot              |
| 1986 | Sean Kelly              | Urs Zimmermann             | Greg LeMond                  |
| 1987 | Sean Kelly              | Jean-François Bernard      | Laurent Fignon               |
| 1988 | Sean Kelly              | Ronan Pensec               | Julián Gorospe               |
| 1989 | Miguel Indurain         | Stephen Roche              | Marc Madiot                  |
| 1990 | Miguel Indurain         | Stephen Roche              | Luc Leblanc                  |
| 1991 | Tony Rominger           | Laurent Jalabert           | Martial Gayant               |
| 1992 | Jean-François Bernard   | Tony Rominger              | Miguel Indurain              |
| 1993 | Alex Zülle              | Laurent Bezault            | Pascal Lance                 |
| 1994 | Tony Rominger           | Jesús Montoya              | Vjacseszlav Jekimov          |
| 1995 | Laurent Jalabert        | Vlagyiszlav Bobrik         | Alex Zülle                   |
| 1996 | Laurent Jalabert        | Lance Armstrong            | Chris Boardman               |
| 1997 | Laurent Jalabert        | Laurent Dufaux             | Santiago Blanco Gil          |
| 1998 | Frank Vandenbroucke     | Laurent Jalabert           | Marcelino García             |
| 1999 | Michael Boogerd         | Markus Zberg               | Santiago Botero              |
| 2000 | Andreas Klöden          | Laurent Brochard           | Francisco Mancebo            |
| 2001 | Dario Frigo             | Raimondas Rumšas           | Peter Van Petegem            |
| 2002 | Alekszandr Vinokurov    | Sandy Casar                | Laurent Jalabert             |
| 2003 | Alekszandr Vinokurov    | Mikel Zarrabeitia          | Davide Rebellin              |
| 2004 | Jörg Jaksche            | Davide Rebellin            | Bobby Julich                 |
| 2005 | Bobby Julich            | Alejandro Valverde         | Constantino Zaballa          |
| 2006 | Floyd Landis            | Patxi Vila                 | Antonio Colom                |
| 2007 | Alberto Contador        | Davide Rebellin            | Luis León Sánchez            |
| 2008 | Davide Rebellin         | Rinaldo Nocentini          | Jaroszlav Pavlovics Popovics |
| 2009 | Luis León Sánchez       | Fränk Schleck              | Sylvain Chavanel             |
| 2010 | Alberto Contador        | Luis León Sánchez          | Roman Kreuziger              |
| 2011 | Tony Martin             | Andreas Klöden             | Bradley Wiggins              |
| 2012 | Bradley Wiggins         | Lieuwe Westra              | Alejandro Valverde           |
| 2013 | Richie Porte            | Andrew Talansky            | Jean-Christophe Péraud       |
| 2014 | Carlos Betancur         | Rui Alberto Faria Da Costa | Arthur Vichot                |
| 2015 | Richie Porte            | Michał Kwiatkowski         | Simon Špilak                 |
| 2016 | Geraint Thomas          | Alberto Contador           | Richie Porte                 |
| 2017 | Sergio Henao            | Alberto Contador           | Daniel Martin                |
| 2018 | Marc Soler              | Simon Yates                | Gorka Izagirre               |
| 2019 | Egan Bernal             | Nairo Quintana             | Michał Kwiatkowski           |
| 2020 | Maximilian Schachmann   | Tiesj Benoot               | Sergio Higuita               |
| 2021 | Maximilian Schachmann   | Alekszandr Vlaszov         | Ion Izagirre                 |
| 2022 | Primož Roglič           | Simon Yates                | Daniel Martínez              |
| 2023 | Tadej Pogačar           | David Gaudu                | Jonas Vingegaard             |
| 2024 | Matteo Jorgenson        | Remco Evenepoel            | Brandon McNulty              |
| 2025 | Matteo Jorgenson        | Florian Lipowitz           | Thymen Arensman              |

## A legtöbb győzelmet arató kerékpárosok
| Versenyző             | Győztes                                     |
| --------------------- | ------------------------------------------- |
| Sean Kelly            | 7 (1982, 1983, 1984, 1985, 1986, 1987, 1988 |
| Jacques Anquetil      | 5 (1957, 1961, 1963, 1965, 1966             |
| Laurent Jalabert      | 3 (1995, 1996, 1997                         |
| Eddy Merckx           | 3 (1969, 1970, 1971                         |
| Joop Zoetemelk        | 3 (1974, 1975, 1979                         |
| Maurice Archambaud    | 2 (1936, 1939                               |
| Alberto Contador      | 2 (2007, 2010                               |
| Raymond Poulidor      | 2 (1972, 1973                               |
| Fred de Bruyne        | 2 (1956, 1958                               |
| Raymond Impanis       | 2 (1954, 1960                               |
| Miguel Indurain       | 2 (1989, 1990                               |
| Alekszandr Vinokurov  | 2 (2002, 2003                               |
| Tony Rominger         | 2 (1991, 1994                               |
| Richie Porte          | 2 (2013, 2015                               |
| Maximilian Schachmann | 2 (2020, 2021                               |

## Külső hivatkozások
- Hivatalos honlap